# Hypnum distichophyllum
Hypnum distichophyllum là một loài Rêu trong họ Hypnaceae. Loài này được Hampe ex Dozy & Molk. mô tả khoa học đầu tiên năm 1866.